# Electric Bloom
Electric Bloom är en amerikansk musik- och komediserie vars första säsong hade premiär den 10 juli 2025 på Disney+. Serien, som består av nio avsnitt, är skapad av Eric Friedman, Alex Fox och Rachel Lewis.

## Handling
Serien handlar om tre medlemmar i en världsberömd popgrupp som ser tillbaka och berättar historien om sin vänskap och sitt band, med början från dagen då de alla möttes i gymnasiet.

## Rollista (i urval)
- Lumi Pollack – Posey
- Audrey Grace Marshall – Janine
- Carmen Sanchez – Jade
- Ruby Marino – Tulip
- Nathaniel Buescher – Lucas